# خوش قشلاخ (سقز)
قرية خوش قشلاخ (بالكردية: خۆش قشڵاخ) هي إحدى القرى التابعة لـكولتبه في ريف قسم زيويه من مقاطعة سقز، في محافظة كردستان الإيرانية.

## السكان
حسب إحصاءات سنة 2006، بلغ إجمالي السكان في خوش قشلاخ 391 نسمة وعدد المساكن 81 مسكن. لغة سكان خوش قشلاخ هي اللغة الكردية و هم من أهل السنة والجماعة والمذهب الشافعي.